# Marie-Joseph Lagrange
Marie-Joseph Lagrange (Bourg-en-Bresse, 7 de marzo de 1855 — Marsella, 10 de marzo de 1938) fue un teólogo francés de la orden de los dominicos, y fundador de la Escuela bíblica y arqueológica francesa de Jerusalén.

## Biografía
Albert Lagrange (posteriormente conocido como Marie-Joseph Lagrange) fue criado en un entorno intelectual y burgués. Su padre era un católico liberal, o sea, defensor de la democracia en una época en que muchos católicos todavía no respaldaban la república. 
A los diez años ingresó en un seminario en régimen de internado. Ahí nació su interés por materias como la arqueología y la geología (en aquel momento ciencias aún incipientes). Su padre pretendía que fuese notario, por lo que Albert obtuvo un doctorado en Derecho en 1878.
Ese mismo año ingresó en el noviciado de la Orden de los Predicadores en la provincia de Tolosa. Al recibir el hábito tomó el nombre de Marie-Joseph. A causa de la expulsión de los dominicos de Francia, se trasladó al Convento de San Esteban en Salamanca para proseguir su formación sacerdotal, y fue ordenado sacerdote en Zamora el 22 de diciembre de 1883. El 25 de febrero de 1889 fue destinado a Jerusalén, para participar en la fundación de la Escuela Bíblica, que inició el 15 de noviembre de 1890.
En 1912 la Santa Sede pidió a los superiores que hiciesen salir al P. Lagrange de Jerusalén, pues había recibido acusaciones de ser heterodoxo en su dotrina. Aunque se le permitió regresar al año siguiente, las críticas y dudas sobre su ortodoxia duraron hasta los años 30. De hecho, por este motivo decidió no publicar su comentario al Génesis, que solo vería la luz póstumamente.
En 1935, a causa de su salud, regresó a Francia, donde moriría tres años después, el 10 de marzo de 1938. En 1967 sus restos mortales serían trasladados a Jerusalén, y actualmente reposan en el coro de la Iglesia de San Esteban.

## Obras
- La méthode historique, surtout à propos de l’A. T. (Études bibliques), París, 1903, Lecoffre.
- Évangile selon saint Marc (Études biblique), París, 1911, Lecoffre.
- Le sens du christianisme d'après l'exégèse allemande (Études bibliques) : conférences données à l'Institut catholique de París. París, 1918, Gabalda.
- Évangile selon saint Luc (Études bibliques), París, 1921, Gabalda.
- Évangile selon saint Matthieu (Études bibliques), 1923, Gabalda.
- La vie de Jésus d'après Renan, París, 1923, Gabalda.
- Évangile selon saint Jean (Études bibliques), París, 1925, Gabalda.
- Synospse des quatre Évangiles en Français d'après la synopse grecque du R. P. C. Lavergne, o. p., París, 1926, Gabalda.
- Saint Paul. Épître aux galates, París 1926, Lecoffre-Gabalda.
- L’Évangile de Jésus-Christ, París, 1928, Lecoffre-Gabalda.
- Le judaïsme avant Jésus-Christ (Études bibliques), París, 1931, Gabalda.
- La morale de l'Évangile. Réflexions sur « Les morales de l’Évangile » de M. A. Bayet. Coll. « Vie chrétienne », París, 1931, Grasset.
- Saint Paul. Épître aux romains, París, 1931, Lecoffre-Gabalda.
- Monsieur Loisy et le modernisme. À propos des « Mémoires » d'A. Loisy, París, 1932, Éditions du Cerf.
- Introduction à l'étude du Nouveau Testament :
  - L’histoire ancienne du canon du Nouveau Testament (Études bibliques), París, 1933, Gabalda.
  - II. Critique textuelle. III. La critique rationelle (con colaboración con el R. P. Lyonnet, S. J.) (Études bibliques), París, 1935, Gabalda.
  - IV. Critique historique. Les mystères : l’orphisme (Études bibliques), París, 1937, Gabalda.
- La Méthode historique. La critique biblique et l’Église, París, Éd. du Cerf, 1966.
- Le Père Lagrange au service de la Bible. Souvenirs personnels, París, Éd. du Cerf, 1967.
- L’Écriture en Église. Choix de portraits et d’exégèse spirituelle (1890-1937), París, Éd. du Cerf, 1990.
- Journal spirituel, Éd. du Cerf, París, 2014.